# Teoria kategorii
Teoria kategorii – dział matematyki zapoczątkowany w 1945 przez polskiego matematyka Samuela Eilenberga i Amerykanina Saundersa Mac Lane’a. Pewne idee teorii kategorii dojrzewały wcześniej u różnych autorów, głównie w kontekście topologii algebraicznej, pojawiło się m.in. oznaczanie funkcji symbolem {\displaystyle f\colon A\to B.} Dużą rolę w tych zmianach odegrał polski topolog Witold Hurewicz.
Na teorię kategorii można patrzeć rozmaicie. Można uważać ją za wyraźnie określoną teorię matematyczną, mającą swoje pojęcia pierwotne, aksjomaty, definicje, twierdzenia, dowody i bardzo ważne zastosowania w wielu innych działach matematyki, zwłaszcza w algebrze homologicznej, topologii algebraicznej i geometrii algebraicznej, a także w teorii języków programowania.
Można też podejść do teorii kategorii inaczej: jako do pewnej ogólnej metody ujmowania teorii matematycznych, mającej wiele cech algebry, unifikującej – nieraz w nieoczekiwany sposób – pojęcia z różnych dziedzin, konkurującej z podejściem mnogościowym.
Punktem wyjścia teorii mnogości są pojęcia: element, zbiór i przynależenie {\displaystyle \in .} Punktem zaś wyjścia teorii kategorii są wyidealizowane funkcje (odwzorowania), zwane morfizmami lub strzałkami, ich składanie i odwracanie, a same elementy (argumenty bądź wartości funkcji) odgrywają rolę drugorzędną (lub nieraz wcale ich nie ma). Jedną z cech kategoryjnego podejścia jest specyficzne stosowanie diagramów przemiennych.
Teoria kategorii może też służyć jako podstawa, w której ramach da się zrekonstruować teorię mnogości i tym samym też niemal całą matematykę; ponadto można użyć środków teorii kategorii do badania logicznych aspektów pewnych teorii matematycznych i informatyki, zarówno z punktu widzenia logiki klasycznej, jak i intuicjonistycznej.
Na przestrzeni lat język i sposób rozumowania typowy dla teorii kategorii przeniknęły do wielu innych działów matematyki.

## Geneza pojęcia kategorii
Samuel Eilenberg i Saunders Mac Lane swą pionierską pracę z 1945 roku zaczęli od postawienia następującego problemu. Niech dana będzie (aksjomatycznie określona) n-wymiarowa przestrzeń liniowa {\displaystyle V} nad ciałem {\displaystyle \mathbb {R} } i jej przestrzeń sprzężona {\displaystyle V^{*}} (określona jako przestrzeń wszystkich form liniowych {\displaystyle V\to \mathbb {R} }). Przestrzeń {\displaystyle V^{*}} jest też n-wymiarowa, zatem musi być ona izomorficzna z {\displaystyle V.} Jednakże niemożliwe jest wskazanie izomorfizmu bez dokonania arbitralnego wyboru: każdy izomorfizm {\displaystyle V\to V^{*}} zależy od wybrania bazy w przestrzeni {\displaystyle V}. Wiadomo natomiast, że przyporządkowując każdemu wektorowi {\displaystyle \mathbf {u} } przestrzeni {\displaystyle V} funkcjonał {\displaystyle \psi _{\mathbf {u} }} na {\displaystyle V^{*},} tj. element przestrzeni {\displaystyle V^{**}=(V^{*})^{*},} określony wzorem {\displaystyle \psi _{\mathbf {u} }(\varphi )=\varphi (\mathbf {u} )} dla {\displaystyle \varphi \in V^{*},} otrzymuje się nieobarczony uznaniowym wyborem bazy, kanoniczny izomorfizm liniowy {\displaystyle V\to V^{**}.} Podobnie wśród wielu innych znanych izomorfizmów w matematyce niektóre z nich narzucają się jako kanoniczne, naturalne, czy uniwersalne. Eilenberg i Mac Lane postawili pytanie: czy można podać ścisłe, matematyczne określenie owego intuicyjnego pojęcia naturalności izomorfizmu? Aby to zrealizować, zdefiniowali najpierw pojęcie kategorii, następnie pojęcie funktora z jednej kategorii do drugiej i podali definicję naturalnej transformacji funktorów i naturalnej równoważności funktorów.
W teorii kategorii można wyróżnić dziś jej część ogólną, w której fundamentalne jest pojęcie funktora sprzężonego, oraz rozmaite teorie dotyczące kategorii bardziej szczegółowych, z których najważniejsze są kategorie abelowe, ściśle powiązane z algebrą homologiczną.

## Wprowadzenie w pojęcie kategorii

### Kategorie przekształceń
Pojęcie kategorii jest uogólnieniem pojęcia grupy, w szczególności grupy przekształceń. Grupą przekształceń nazywamy dowolny zbiór {\displaystyle G} przekształceń spełniających następujące warunki:
{\displaystyle ({\text{G}}_{0})} Wszystkie przekształcenia są zdefiniowane na pewnym ustalonym zbiorze {\displaystyle X} i ich wartości też należą do {\displaystyle X.}
{\displaystyle ({\text{G}}_{1})} Jeśli przekształcenia {\displaystyle f\colon X\to X} i {\displaystyle g\colon X\to X} należą do {\displaystyle G,} to ich złożenie {\displaystyle g\circ f\colon X\to X} określone jako {\displaystyle (g\circ f)(x)=g(f(x))} też należy do {\displaystyle G.}
{\displaystyle ({\text{G}}_{2})} Przekształcenie tożsamościowe {\displaystyle \operatorname {id} _{X}(x)=x} z {\displaystyle X} do {\displaystyle X} należy do {\displaystyle G.}
{\displaystyle ({\text{G}}_{3})} Każde przekształcenie {\displaystyle f} należące do {\displaystyle G} jest wzajemnie jednoznaczne, tj. różnowartościowe i na {\displaystyle X,} a ponadto przekształcenie odwrotne {\displaystyle f^{-1}\colon X\to X} też należy do {\displaystyle G.}
Jeżeli odrzucimy warunek {\displaystyle ({\text{G}}_{3}),} to otrzymamy pojęcie półgrupy transformacji z tożsamością.
Jeżeli ponadto odrzucimy warunek {\displaystyle ({\text{G}}_{0}),} zastępując przy tym warunki {\displaystyle ({\text{G}}_{1})} i {\displaystyle ({\text{G}}_{2})} warunkami
{\displaystyle ({\text{G}}_{\text{kat-1}})} Jeśli przekształcenia {\displaystyle f\colon X\to Y} i {\displaystyle g\colon Y\to Z} należą do {\displaystyle G,} to ich złożenie {\displaystyle g\circ f\colon X\to Z} też należy do {\displaystyle G,}
{\displaystyle ({\text{G}}_{\text{kat-2}})} Jeśli przekształcenie {\displaystyle f\colon X\to Y} należy do {\displaystyle G,} to przekształcenia tożsamościowe {\displaystyle \operatorname {id} _{X}} na {\displaystyle X} oraz {\displaystyle \operatorname {id} _{Y}} na {\displaystyle Y} też należą do {\displaystyle G,}
to otrzymamy pojęcie kategorii przekształceń. Przekształcenia należące do kategorii {\displaystyle G} nazywamy morfizmami. Jeśli {\displaystyle f\colon X\to Y} jest morfizmem, to {\displaystyle X,Y} nazywamy obiektami, przy czym {\displaystyle X} nazywa się dziedziną lub początkiem tego morfizmu, a {\displaystyle Y} jego kodziedziną lub końcem. Obiektami mogą być zbiory, grupy lub inne twory matematyczne.

### Aksjomatyczne ujęcie kategorii
Ogólna definicja kategorii {\displaystyle {\mathfrak {K}}} jest aksjomatyczna, z pojęciami pierwotnymi: obiekt, morfizm, dziedzina morfizmu, kodziedzina morfizmu, składanie morfizmów. Zakłada się, że każdy morfizm {\displaystyle f} ma dziedzinę {\displaystyle A} i kodziedzinę {\displaystyle B,} co zapisujemy w postaci {\displaystyle f\colon A\to B.} Złożenie takiego {\displaystyle f} z morfizmem {\displaystyle g\colon C\to D} istnieje wtedy i tylko wtedy, gdy {\displaystyle B=C.} Przyjmuje się też odpowiednio sformułowany warunek łączności tego składania. Przy tym ujęciu każdą półgrupę {\displaystyle G} z jednością (czyli monoid) można traktować jako kategorię o jednym obiekcie. Klasę obiektów kategorii {\displaystyle {\mathfrak {K}}} oznaczamy symbolem {\displaystyle {\text{Ob}}{\mathfrak {K}}.}
Można też sformułować definicję kategorii inaczej, bez pojęcia obiektu, w sposób naśladujący definicję grupy, przyjmując następujące pojęcia pierwotne: 1) {\displaystyle \alpha } jest morfizmem, 2) złożenie {\displaystyle \alpha \beta } istnieje i jest równe {\displaystyle \gamma .} Definiuje się morfizmy tożsamościowe jako takie morfizmy {\displaystyle \iota ,} że jeśli złożenie {\displaystyle \alpha \iota } istnieje, to {\displaystyle \alpha \iota =\alpha ,} i jeśli złożenie {\displaystyle \iota \beta } istnieje, to {\displaystyle \iota \beta =\beta .}
Jako aksjomaty przyjmuje się prawo łączności (dostosowane do sytuacji, w której pewne morfizmy nie mają złożenia) oraz istnienie morfizmów tożsamościowych.
Owe tożsamości mogą zastępczo pełnić rolę obiektów.
W języku złożeń (bez odwoływania się do argumentów i wartości funkcji) definiuje się w teorii kategorii podstawowe pojęcia, takie jak
- izomorfizm – jest to dowolny morfizm {\displaystyle \alpha ,} dla którego istnieje morfizm odwrotny {\displaystyle \beta ,} tzn. taki, że oba złożenia {\displaystyle \alpha \beta } i {\displaystyle \beta \alpha } są odpowiednimi morfizmami tożsamościowymi,
- monomorfizm – jest to dowolny morfizm {\displaystyle \alpha } mający lewostronną własność skracania: jeśli {\displaystyle \alpha \beta =\alpha \gamma ,} to {\displaystyle \beta =\gamma } (w wielu przykładach kategorii są to iniekcje, funkcje różnowartościowe),
- epimorfizm – jest to dowolny morfizm {\displaystyle \alpha } mający prawostronną własność skracania: jeśli {\displaystyle \beta \alpha =\gamma \alpha ,} to {\displaystyle \beta =\gamma } (w wielu przykładach kategorii są to suriekcje, czyli funkcje „na”, jakkolwiek gdy morfizmami są funkcje ciągłe, to wystarczy, jeśli obrazem funkcji {\displaystyle \alpha } jest zbiór gęsty),
- obiekt początkowy – obiekt {\displaystyle I} o tej własności, że dla każdego obiektu {\displaystyle A} istnieje dokładnie jeden morfizm {\displaystyle \alpha \colon I\to A,}
- obiekt końcowy – obiekt {\displaystyle J} o tej własności, że dla każdego obiektu {\displaystyle A} istnieje dokładnie jeden morfizm {\displaystyle \alpha \colon A\to J} (w wielu przykładach kategorii jest to obiekt jednoelementowy),
- obiekt zerowy – to obiekt, który jest jednocześnie początkowy i końcowy.

Obiekty początkowy i końcowy danej kategorii, o ile tylko istnieją, są wyznaczone jednoznacznie z dokładnością do izomorfizmu.

### Kategoria dualna i zasada dualności
Każda definicja, twierdzenie i dowód w teorii kategorii ma swój odpowiednik dualny, otrzymany przez zamianę każdego wyrażenia typu {\displaystyle \alpha \beta =\gamma } na {\displaystyle \beta \alpha =\gamma } oraz zamianę w każdym morfizmie dziedziny na kodziedzinę i kodziedziny na dziedzinę, tzn. zastąpienie każdego {\displaystyle \alpha \colon A\to B} przez {\displaystyle \alpha \colon B\to A.}
Do każdego pojęcia teorii kategorii można w ten sposób utworzyć pojęcie dualne. Pojęciem dualnym do monomorfizmu jest epimorfizm i odwrotnie; pojęciem dualnym do izomorfizmu jest izomorfizm. Pojęciem dualnym do obiektu początkowego jest obiekt końcowy. Jeśli pojęcie dualne nie ma nazwy, tworzy się ją, dodając przedrostek ko-.
Ponieważ aksjomaty teorii kategorii są niezmiennicze ze względu na takie zamiany, jeżeli jakieś zdanie wyrażone w terminach morfizmów i ich złożeń jest twierdzeniem teorii kategorii, to zdanie dualne, otrzymane przez opisane tu zamiany, jest też twierdzeniem, zwanym twierdzeniem dualnym.
Jeśli {\displaystyle {\mathfrak {K}}} jest dowolną kategorią, to jej kategorią dualną (ang. opposite category) jest kategoria {\displaystyle {\mathfrak {K}}^{\text{op}}} mająca te same obiekty, a jej morfizmami są morfizmy z {\displaystyle {\mathfrak {K}}} z formalnie zamienionymi dziedzinami z kodziedzinami i odwróconym kierunkiem wszystkich strzałek. W ten sposób morfizm {\displaystyle f^{\text{op}}\colon A\to B} w {\displaystyle {\mathfrak {K}}^{\text{op}}} jest dualnym odpowiednikiem morfizmu {\displaystyle f\colon B\to A} kategorii {\displaystyle {\mathfrak {K}}.}

### Przykłady kategorii
Najprostszym, bardzo ważnym przykładem kategorii przekształceń jest kategoria Set. Jej obiektami są dowolne zbiory, a morfizmami dowolne funkcje {\displaystyle f\colon X\to Y.} Ściślej mówiąc, morfizmem tej kategorii nie jest sama funkcja {\displaystyle f} interpretowana jako pewien zbiór par {\displaystyle \langle x,f(x)\rangle ,} lecz trójka {\displaystyle \langle f,X,Y\rangle .} Jeśli np. {\displaystyle \sin } oznacza funkcję trygonometryczną zdefiniowaną na zbiorze liczb rzeczywistych {\displaystyle \mathbb {R} ,} to {\displaystyle \sin \colon \mathbb {R} \to \mathbb {R} } i {\displaystyle \sin \colon \mathbb {R} \to [-1,1]} są dwoma różnymi morfizmami, bo mają różne kodziedziny. W przeciwieństwie do analizy matematycznej, przyjmuje się, że złożenie morfizmów typu {\displaystyle f\colon A\to [-1,1]} i {\displaystyle g\colon \mathbb {R} \to B} nie jest wykonalne; konieczne jest uwzględnienie dodatkowego pośredniego włożenia tożsamościowego {\displaystyle i\colon [-1,1]\to \mathbb {R} .} Izomorfizmami w Set są bijekcje. Obiektem początkowym w Set jest zbiór pusty {\displaystyle \emptyset ,} bowiem dla dowolnego zbioru {\displaystyle A} istnieje tylko jedna funkcja {\displaystyle f\colon \emptyset \to A,} mianowicie funkcja pusta.
Innym przykładem jest kategoria Grp (oznaczana też Gr), której obiektami są grupy, a morfizmami – homomorfizmy grup. Jej podkategorią jest kategoria Ab grup abelowych i homomorfizmów. Mówimy, że jest to podkategoria pełna, bo ogranicza się tu jedynie klasę obiektów do grup przemiennych, a morfizmy pomiędzy obiektami tej podkategorii pozostają nadal te same. Izomorfizmami w Grp są izomorfizmy grup.
W podobny sposób definiuje się wiele innych kategorii, przyjmując za obiekty zbiory wyposażone w jakieś struktury (algebraiczne, topologiczne, porządkowe). Morfizmami są wówczas jakieś odpowiednio zdefiniowane przekształcenia, związane z tymi strukturami.
Jedną z takich kategorii jest Metr, której obiektami są przestrzenie metryczne, a morfizmami są funkcje {\displaystyle f\colon X\to Y} spełniające warunek Lipschitza:
{\displaystyle \exists _{c>0}\forall _{x_{1},x_{2}\in X}\;\;d{\big (}f(x_{1}),f(x_{2}){\big )}\leqslant \;c\cdot d(x_{1},x_{2}).}
Jej podkategorią jest kategoria Metr1, której obiektami są przestrzenie metryczne, a morfizmami są odwzorowania {\displaystyle f\colon X\to Y} nierozszerzające, spełniające warunek Lipschitza ze stałą {\displaystyle c=1,} tzn. {\displaystyle d{\big (}f(x_{1}),f(x_{2}){\big )}\leqslant d(x_{1},x_{2}).} Nie jest to podkategoria pełna, bowiem – przeciwnie – obiekty są nadal te same, natomiast klasa morfizmów jest zawężona. Izomorfizmami w Metr1 są izometrie „na”, a izomorfizmami w Metr są bijekcje {\displaystyle f\colon X\to Y} takie, że {\displaystyle f} i {\displaystyle f^{-1}} spełniają warunek Lipschitza. Można też rozpatrywać inne kategorie o tej samej klasie obiektów, np. kategorię przestrzeni metrycznych i odwzorowań ciągłych oraz kategorię przestrzeni metrycznych i odwzorowań jednostajnie ciągłych.
Pewne kategorie mają zastosowanie w teorii deterministycznych automatów skończonych, wśród nich kategoria, której obiektami są automaty Mealy’ego zdefiniowane jako ciągi {\displaystyle A=\langle Z,Q,Y,\Phi ,\Psi ,q_{0}\rangle ,} gdzie: {\displaystyle Z} to zbiór sygnałów wejściowych, {\displaystyle Q} – zbiór stanów wewnętrznych, {\displaystyle Y} – zbiór sygnałów wyjściowych, {\displaystyle \Phi } – funkcja przejść, {\displaystyle \Psi } – funkcja wyjść, {\displaystyle q_{0}} – element zbioru {\displaystyle Q} zwany stanem początkowym. Morfizmem z automatu {\displaystyle A_{1}} do automatu {\displaystyle A_{2}} nazywa się trójka funkcji {\displaystyle Z_{1}\to Z_{2},} {\displaystyle Q_{1}\to Q_{2},} {\displaystyle Y_{1}\to Y_{2}} spełniająca pewne naturalne warunki.

## Funktory
Funktor to odwzorowanie {\displaystyle F} z jednej kategorii {\displaystyle {\mathfrak {K}}_{1}} w drugą {\displaystyle {\mathfrak {K}}_{2}} pełniące jakby rolę homomorfizmu wyższego rzędu. Ważne jest rozróżnienie dwóch typów funktorów: kowariantnych i kontrawariantnych.
W obu przypadkach każdemu obiektowi {\displaystyle X} kategorii {\displaystyle {\mathfrak {K}}_{1}} przyporządkowuje się obiekt {\displaystyle F(X)} kategorii {\displaystyle {\mathfrak {K}}_{2}} (jest to przyporządkowanie obiektowe funktora), a każdemu morfizmowi {\displaystyle f} pierwszej kategorii przyporządkowuje się morfizm {\displaystyle F(f)} drugiej kategorii (jest to przyporządkowanie morfizmowe funktora). Ponadto funktory obu typów zachowują złożenie morfizmów, a morfizmy tożsamościowe pierwszej kategorii przyporządkowują odpowiednim morfizmom drugiej, a mianowicie {\displaystyle F(\operatorname {id} _{X})=\operatorname {id} _{F(X)}.}
Funktor kowariantny zachowuje kierunek strzałek. Taki funktor {\displaystyle F} każdemu morfizmowi {\displaystyle f\colon X\to Y} kategorii {\displaystyle {\mathfrak {K}}_{1}} przyporządkowuje morfizm {\displaystyle F(f)\colon F(X)\to F(Y)} kategorii {\displaystyle {\mathfrak {K}}_{2};} zachowuje też złożenie dowolnych morfizmów {\displaystyle f\colon X\to Y,} {\displaystyle g\colon Y\to Z,} mianowicie
{\displaystyle F(g\circ f)=F(g)\circ F(f).}
Funktor kontrawariantny zamienia kierunki strzałek na przeciwne. Taki funktor {\displaystyle F} każdemu morfizmowi {\displaystyle f\colon X\to Y} kategorii {\displaystyle {\mathfrak {K}}_{1}} przyporządkowuje morfizm {\displaystyle F(f)\colon F(Y)\to F(X)} kategorii {\displaystyle {\mathfrak {K}}_{2};} zachowuje też złożenie dowolnych morfizmów {\displaystyle f\colon X\to Y,} {\displaystyle g\colon Y\to Z,} odwracając kolejność składania:
{\displaystyle F(g\circ f)=F(f)\circ F(g).}

### Przykłady funktorów
Dla dowolnego zbioru {\displaystyle X} oznaczmy przez {\displaystyle {\mathcal {P}}(X)} jego zbiór potęgowy (tj. zbiór wszystkich podzbiorów zbioru {\displaystyle X}) oraz oznaczmy:
{\displaystyle {\mathcal {P}}_{+}(X)={\mathcal {P}}(X)}  i  {\displaystyle {\mathcal {P}}_{-}(X)={\mathcal {P}}(X).}
Jeżeli {\displaystyle \alpha \colon X\to Y} jest dowolnym morfizmem w Set, oznaczmy przez
{\displaystyle {\mathcal {P}}_{+}(\alpha )\colon {\mathcal {P}}_{+}(X)\to {\mathcal {P}}_{+}(Y),\quad {}} {\displaystyle {\mathcal {P}}_{-}(\alpha )\colon {\mathcal {P}}_{-}(Y)\to {\mathcal {P}}_{-}(X)}
przekształcenia określone następująco: jeśli {\displaystyle A\in {\mathcal {P}}_{+}(X)} (tzn. {\displaystyle A\subseteq X}), to {\displaystyle {\mathcal {P}}_{+}(\alpha )} przyporządkowuje zbiorowi {\displaystyle A} jego obraz {\displaystyle \alpha (A)} należący do {\displaystyle {\mathcal {P}}_{+}(Y).}
Jeśli {\displaystyle B\in {\mathcal {P}}_{-}(Y),} to {\displaystyle {\mathcal {P}}_{-}(\alpha )} przyporządkowuje zbiorowi {\displaystyle B} jego przeciwobraz {\displaystyle \alpha ^{\leftarrow }(B)} należący do {\displaystyle {\mathcal {P}}_{-}(X).} Określa to dwa funktory: funktor kowariantny
{\displaystyle {\mathcal {P}}_{+}\colon \mathbf {Set} \to \mathbf {Set} } oraz funktor kontrawariantny {\displaystyle {\mathcal {P}}_{-}\colon \mathbf {Set} \to \mathbf {Set} .}
Jeśli {\displaystyle X} jest przestrzenią metryczną, niech {\displaystyle F(X)} oznacza jej uzupełnienie (kanoniczne zanurzenie w przestrzeń przestrzeń zupełną, skonstruowane np. przez klasy równoważności ciągów Cauchy’ego). Przyporządkowując każdemu morfizmowi {\displaystyle f\colon X\to Y} kategorii Metr jego kanoniczne rozszerzenie {\displaystyle F(f)\colon F(X)\to F(Y)} do uzupełnień przestrzeni {\displaystyle X,Y} dostajemy funktor kowariantny z Metr do jej podkategorii pełnej przestrzeni zupełnych.
Niech Vect{\displaystyle \mathbb {R} } oznacza kategorię przestrzeni wektorowych nad ciałem {\displaystyle \mathbb {R} } rozważanych powyżej. Jeżeli przestrzeni {\displaystyle V} przyporządkujemy jej przestrzeń sprzężoną {\displaystyle V^{*},} to prowadzi to do funktora kontrawariantnego z Vect{\displaystyle \mathbb {R} } do Vect{\displaystyle \mathbb {R} }, który każdemu operatorowi liniowemu {\displaystyle f\colon V_{1}\to V_{2}} przyporządkuje operator do niego sprzężony {\displaystyle f^{*}\colon V_{2}^{*}\to V_{1}^{*},} określony wzorem {\displaystyle f^{*}(\varphi )=\varphi \circ f} dla {\displaystyle \varphi \in V_{2}^{*}.} Wówczas w szczególności jeśli {\displaystyle f\colon V_{1}\to V_{2}} i {\displaystyle g\colon V_{2}\to V_{3}} są operatorami liniowymi, to {\displaystyle (g\circ f)^{*}=f^{*}\circ g^{*}.}
Jeżeli przestrzeni {\displaystyle V} przyporządkujemy jej drugą przestrzeń sprzężoną {\displaystyle V^{**},} a operatorowi liniowemu {\displaystyle f\colon V_{1}\to V_{2}} przyporządkujemy operator drugi sprzężony {\displaystyle f^{**}\colon V_{1}^{**}\to V_{2}^{**},} otrzymujemy funktor kowariantny.
Niech Comp oznacza kategorię przestrzeni zwartych (Hausdorffa) i przekształceń ciągłych. Jeśli {\displaystyle X} jest obiektem tej kategorii, niech {\displaystyle C(X)} oznacza przestrzeń Banacha wszystkich skalarnych (tj. o wartościach w {\displaystyle \mathbb {R} } bądź w {\displaystyle \mathbb {C} }) funkcji ciągłych określonych na {\displaystyle X,} z działaniami określonymi punktowo i normą daną wzorem {\displaystyle \|f\|=\sup\{|f(x)|\colon \,x\in X\}.} Niech Ban1 oznacza kategorię przestrzeni Banacha i operatorów liniowych {\displaystyle T\colon E_{1}\to E_{2}} o normie {\displaystyle \|T\|\leqslant 1.} Jeśli {\displaystyle \alpha \colon X\to Y} jest morfizmem w Comp, to przez {\displaystyle C(\alpha )} oznaczmy operator liniowy z {\displaystyle C(Y)} do {\displaystyle C(X)} przyporządkowujący funkcji {\displaystyle g\in C(Y)} złożenie {\displaystyle g\circ \alpha } należące do {\displaystyle C(X).} Wyznacza to funktor kontrawariantny z Comp do Ban1.
Funktor dualizacji z danej kategorii {\displaystyle {\mathfrak {K}}} do jej kategorii dualnej {\displaystyle {\mathfrak {K}}^{\text{op}}} (lub odwrotnie) przyporządkowuje każdemu obiektowi A ten sam obiekt, a każdemu morfizmowi jego dualny odpowiednik. Pozwala to na inne wysłowienie definicji funktora kontrawariantnego. Można mianowicie przyjąć, że funktor kontrawariantny z kategorii {\displaystyle {\mathfrak {A}}} do {\displaystyle {\mathfrak {B}}} to funktor kowariantny z kategorii {\displaystyle {\mathfrak {A}}^{\text{op}}} do {\displaystyle {\mathfrak {B}}}. W ogólnej teorii kategorii upraszcza to wysłowienie wielu definicji i twierdzeń, a także unifikuje dowody. Jednakże stosując funktory do konkretnych przykładów kategorii w algebrze, topologii czy analizie funkcjonalnej, poręczniej jest na ogół mówić o funktorach kontrawariantnych niż rozpatrywać sztuczne twory takie jak funkcja, której dziedzinę zaczynamy nazywać kodziedziną i odwrotnie (np. w kategorii Setop funkcja trygonometryczna {\displaystyle \sin } wyznacza morfizm z {\displaystyle [-1,1]} do {\displaystyle \mathbb {R} }).

### Program Eilenberga-Mac Lane’a
Eilenberg i Mac Lane powołali się na Program erlangeński Felixa Kleina: przy klasyfikowaniu dziedzin geometrii i własności geometrycznych figur podstawową rolę powinno odgrywać badanie rozmaitych grup przekształceń i tych własności, które nie ulegają zmianie przy dowolnym przekształceniu z danej grupy. Są to niezmienniki danej grupy przekształceń (takich jak podobieństwo, izometria, przekształcenie liniowe, przekształcenie afiniczne itp.).
W programie Eilenberga-Mac Lane’a dawna rola grup przekształceń zostaje rozszerzona na rozmaite kategorie. Postuluje się, że jeśli definiujemy obiekty jakiejś teorii matematycznej, to powinniśmy zastanowić się, czy nie ujawniają się tam też związane z tym morfizmy i funktory. Okazuje się, że w wielu sytuacjach otwiera to nowe perspektywy poznawcze, wzbogaca rozumienie badanych obiektów.
W szczególności jeśli to zalecenie zastosować do funktorów, otrzymujemy kategorię wyższego rzędu: jej obiektami są funktory, a morfizmami są transformacje naturalne funktorów.

## Zbiory częściowo uporządkowane jako kategorie
Niech {\displaystyle X} oznacza pewien zbiór częściowo uporządkowany przez relację {\displaystyle \preccurlyeq ,} przy czym {\displaystyle x\prec y} wtedy i tylko wtedy, gdy {\displaystyle x\preccurlyeq y} oraz {\displaystyle x\neq y.} Wówczas tworzymy kategorię {\displaystyle X_{\preccurlyeq },} której obiektami są elementy zbioru {\displaystyle X.} Jeśli {\displaystyle x\in X,} {\displaystyle y\in X} oraz {\displaystyle x\preccurlyeq y,} to przyjmujemy, że jest dokładnie jeden morfizm {\displaystyle \varphi _{x,y}} z {\displaystyle x} do {\displaystyle y}; jeśli ta relacja nie zachodzi, to przyjmujemy, że nie ma żadnego morfizmu z {\displaystyle x} do {\displaystyle y.} Jeśli {\displaystyle x\preccurlyeq y} i {\displaystyle y\preccurlyeq z,} to {\displaystyle x\preccurlyeq z;} zatem jedyny morfizm {\displaystyle \varphi _{x,z}} jest złożeniem morfizmów {\displaystyle \varphi _{x,y}} i {\displaystyle \varphi _{y,z}.} Ponieważ {\displaystyle x\preccurlyeq x,} więc {\displaystyle \varphi _{x,x}} jest tożsamością na obiekcie {\displaystyle x.} Tak więc przechodniość tej relacji odpowiada składaniu morfizmów, a zwrotność relacji {\displaystyle \preccurlyeq } odpowiada morfizmowi tożsamościowemu.
Obiektem początkowym w {\displaystyle X_{\preccurlyeq }} jest element najmniejszy (jeśli istnieje w {\displaystyle X}), a obiektem końcowym jest element największy. Kategorią dualną do {\displaystyle X_{\preccurlyeq }} jest kategoria {\displaystyle X_{\succcurlyeq }} powstała z tego samego zbioru {\displaystyle X} po zamianie porządku na odwrotny {\displaystyle \succcurlyeq .}
Jeżeli zbiory {\displaystyle X_{\preccurlyeq }} i {\displaystyle Y_{\preccurlyeq }} są częściowo uporządkowane, to funkcja {\displaystyle f\colon X\to Y} jest przyporządkowaniem obiektowym funktora kowariantnego z kategorii {\displaystyle X_{\preccurlyeq }} do kategorii {\displaystyle Y_{\preccurlyeq }} wtedy i tylko wtedy, gdy funkcja {\displaystyle f\colon X\to Y} jest monotoniczna, tzn. z nierówności {\displaystyle x_{1}\preccurlyeq x_{2}} wynika {\displaystyle f(x_{1})\preccurlyeq f(x_{2}).}

## Trudności związane z antynomiami teorii mnogości
Eilenberg i Mac Lane rozważali trudność związaną z definicją pojęcia kategorii, polegającą na tym, że zdania typu „kategoria wszystkich zbiorów” czy „kategoria wszystkich grup”, rozpatrywane w naiwnej teorii zbiorów prowadzą do znanej antynomii zbioru wszystkich zbiorów. Przedstawili kilka opcji ujmowania teorii kategorii w ramach podstaw matematyki (i również dodatkową opcję, przyjętą przez wielu matematyków – rozwijanie teorii bez zwracania uwagi na trudności logiczne). Jedną z opcji, początkowo przeważającą, było oparcie się na systemie NBG von Neumanna-Bernaysa-Gödla aksjomatów teorii mnogości.
W systemie NBG wyróżnia się zbiory i klasy. Każdy zbiór jest klasą, ale nie na odwrót. Klasa może być elementem innej klasy wtedy i tylko wtedy, gdy jest zbiorem. Klasa, która nie jest zbiorem, nazywa się klasą właściwą. W tym systemie można mówić np. klasa (właściwa) wszystkich zbiorów, klasa wszystkich grup. Jeżeli klasa obiektów i klasa morfizmów kategorii {\displaystyle {\mathfrak {K}}} są zbiorami, to mówimy wówczas, że jest to kategoria mała, np. kategoria {\displaystyle X_{\preccurlyeq },} wyznaczona przez zbiór częściowo uporządkowany {\displaystyle X} z relacją {\displaystyle \preccurlyeq ,} jest mała.
System NBG wystarcza do takich kategorii, jak te omawiane powyżej. Jednakże rozwój teorii prowadził do definiowania nowych pojęć, wymagających coraz wyższych pięter w hierarchiach teorii mnogości. Potrzebne były systemy teorii mnogości z silniejszymi aksjomatami niż zwykły ZF lub ZFC. Najczęściej wykorzystuje się uniwersa Grothendiecka. Przez uniwersum rozumie się zbiór {\displaystyle U} zamknięty ze względu na podstawowe operacje mnogościowe, zawierający zbiór {\displaystyle \omega } liczb naturalnych i taki że {\displaystyle x\in u\in U} pociąga {\displaystyle x\in U} oraz jeżeli {\displaystyle f\colon a\to b} jest suriekcją, {\displaystyle a\in U} i {\displaystyle b\subseteq U,} to {\displaystyle b\in U.} Gdy takie {\displaystyle U} jest wybrane i ustalone, to każdy element {\displaystyle u\in U} nazywa się małym zbiorem, a Grp jest kategorią małych grup. Istnienie uniwersum Grothendiecka jest równoważne istnieniu dużych liczb kardynalnych, silnie nieosiągalnych.
Kategorie Set, Grp, Metr, Comp, Ban1 i podobne nie są małe, ale mają tę własność, że dla dowolnych jej obiektów {\displaystyle A,B} klasa morfizmów z {\displaystyle A} do {\displaystyle B} jest zbiorem.

## Użycie języka diagramów przemiennych
Ważną cechą rozumowań kategoryjnych, które można stosować również bez abstrakcyjnego pojęcia kategorii, jest wykorzystywanie diagramów przemiennych. Mianowicie jeżeli rozpatrujemy graf skierowany i kategorię {\displaystyle {\mathfrak {K}},} to możemy utworzyć diagram, przypisując każdemu wierzchołkowi grafu jakiś obiekt {\displaystyle A} tej kategorii, a każdemu łukowi wiodącemu od wierzchołka {\displaystyle A} do {\displaystyle B} przypisując morfizm {\displaystyle A\to B.} Taki diagram nazywamy przemiennym, jeżeli dla każdej pary wierzchołków {\displaystyle A,B} i dla każdych dwóch ścieżek na diagramie wiodących z {\displaystyle A} do {\displaystyle B} odpowiednie dwa złożenia kolejnych morfizmów są równe. Definicja ta obejmuje też przypadek {\displaystyle A=B,} wówczas złożenie morfizmów wzdłuż pętli z {\displaystyle A} do {\displaystyle A} ma być tożsamością. Nieraz się też mówi, że taki diagram komutuje. Warto przy tym odróżniać schemat diagramowy, składający się z samych wierzchołków i skierowanych łuków, od diagramu, w którym tym wierzchołkom i łukom przypisane są jakieś obiekty i morfizmy.

### Zbiory częściowo uporządkowane jako schematy diagramowe
Jeżeli {\displaystyle X_{\preccurlyeq }} jest kategorią utworzoną ze zbioru {\displaystyle X} z relacją {\displaystyle \preccurlyeq ,} to każdy funktor kowariantny z tej kategorii do danej kategorii {\displaystyle {\mathfrak {K}}} może być interpretowany jako diagram przemienny. Kategoria {\displaystyle X_{\preccurlyeq }} pełni tu rolę schematu diagramowego, a diagramem jest ów funktor.
Szczególnie przydatne są zbiory reprezentujące liczby naturalne skonstruowane metodą von Neumanna. Są to mianowicie zbiory
{\displaystyle \mathbf {0} =\emptyset ,}  
{\displaystyle \mathbf {1} =\{0\}=\{\emptyset \},}  
{\displaystyle \mathbf {2} =\{0,1\}=\{\emptyset ,\{\emptyset \}\},}  
{\displaystyle \mathbf {3} =\{0,1,2\}=\{\emptyset ,\{\emptyset \},\{\emptyset ,\{\emptyset \}\}\},\dots ,}

ω{\displaystyle =\{0,1,2,3,\dots \}=\{\emptyset ,\{\emptyset \},\{\emptyset ,\{\emptyset \}\},\{\emptyset ,\{\emptyset \},\{\emptyset ,\{\emptyset \}\}\},\dots \}.}
Zbiór {\displaystyle \mathbf {3} =\{0,1,2\}} z naturalnym uporządkowaniem stanowi kategorię o trzech obiektach {\displaystyle 0,1,2} i trzech morfizmach spełniających warunek {\displaystyle \varphi _{0,2}=\varphi _{1,2}\varphi _{0,1},} co można przedstawić na diagramie trzech strzałek tworzących trójkąt.
Zbiór ω liczb naturalnych prowadzi do schematu diagramowego {\displaystyle 0\to 1\to 2\to \dots ,} w którym oprócz widocznych strzałek są też ich złożenia {\displaystyle \varphi _{n,m}\colon n\to m} dla {\displaystyle n<m} oraz tożsamości {\displaystyle \varphi _{n,n}\colon n\to n.}
Iloczyn kartezjański {\displaystyle \mathbf {2} \times \mathbf {2} } ma cztery elementy, które można interpretować jako cztery punkty w układzie współrzędnych. Wprowadzając naturalny częściowy porządek {\displaystyle (x_{1},y_{1})\leqslant (x_{2},y_{2}),} gdy
{\displaystyle x_{1}\leqslant x_{2}} i {\displaystyle y_{1}\leqslant y_{2},} dostajemy
{\displaystyle (0,0)\leqslant (0,1)\leqslant (1,1),}
{\displaystyle (0,0)\leqslant (1,0)\leqslant (1,1)} oraz
{\displaystyle (0,0)\leqslant (1,1).} W ten sposób {\displaystyle \mathbf {2} \times \mathbf {2} } staje się schematem diagramowym dla najczęstszej formy diagramu o kształcie kwadratu. Jeżeli mamy morfizmy {\displaystyle \alpha \colon (0,0)\to (0,1),} {\displaystyle \beta \colon (0,1)\to (1,1),} {\displaystyle \beta \colon (0,0)\to (1,0),} {\displaystyle \alpha \colon (1,0)\to (1,1),} to przemienność tego diagramu znaczy, że {\displaystyle \alpha \beta =\beta \alpha .}
Zwyczajowo diagramy rysuje się z góry w dół, tak jak przy pisaniu na kartce. Obiekty {\displaystyle A,B,C,D} i morfizmy {\displaystyle f,h,} {\displaystyle g,k} na sąsiednim rysunku można interpretować jako wartości pewnego funktora {\displaystyle \Gamma } z kategorii {\displaystyle \mathbf {2} \times \mathbf {2} .} Z definicji funktora wynika, że musi być spełniony warunek {\displaystyle kg=hf,} toteż na diagramie można dorysować strzałkę przekątniową {\displaystyle hf\colon A\to D.}

## Zagadnienia jednoznacznej faktoryzacji
Szczególnie ważnym typem rozumowań diagramowych są rozmaite zagadnienia związane z bardzo ogólnym pojęciem jednoznacznej faktoryzacji, które objaśnimy na przykładach. Postępowanie tu opisane jest z jednej strony wzorcem wielu ważnych definicji ogólnej teorii kategorii, a z drugiej bywa stosowane w wielu dziedzinach matematyki bez odwoływania się do pojęcia kategorii.

### Produkty i koprodukty
Iloczynem kartezjańskim zbiorów {\displaystyle X} i {\displaystyle Y} nazywamy zbiór {\displaystyle X\times Y} złożony ze wszystkich par uporządkowanych {\displaystyle (x,y)} takich, że {\displaystyle x\in X} i {\displaystyle y\in Y.} Jest to konstrukcja obiektu {\displaystyle X\times Y} wyrażona w języku teorii mnogości.
Kategoryjnym odpowiednikiem tego pojęcia jest ogólne pojęcie produktu dwóch obiektów w kategorii {\displaystyle {\mathfrak {K}},} zdefiniowane w języku diagramów. Specyficzną cechą tej definicji jest to, że nie podaje się sposobu konstruowania produktu, a jedynie warunek, jaki ma spełniać produkt. Definicja ta nie orzeka, czy taki obiekt istnieje (natomiast w przypadku istnienia wystarcza do dowodu jednoznaczności).
Produktem obiektów {\displaystyle A,B} w {\displaystyle {\mathfrak {K}}} nazywamy obiekt {\displaystyle P} wraz z parą morfizmów {\displaystyle \pi _{1}\colon P\to A} i {\displaystyle \pi _{2}\colon P\to B} spełniających następujący warunek: dla dowolnego obiektu {\displaystyle X} i dowolnej pary morfizmów {\displaystyle f_{1}\colon X\to A,} {\displaystyle f_{2}\colon X\to B} istnieje jeden i tylko jeden morfizm {\displaystyle g\colon X\to P} taki, że odpowiedni diagram jest przemienny, tzn. {\displaystyle \pi _{1}g=f_{1}} oraz {\displaystyle \pi _{2}g=f_{2}.} Morfizmy {\displaystyle \pi _{1},\pi _{2}} nazywane są rzutami (lub rzutami kanonicznymi). Produkt {\displaystyle P} jest oznaczany symbolem {\displaystyle A\times B.}
Jest oczywiste, że jeżeli {\displaystyle P} jest produktem i obiekt {\displaystyle P'} jest izomorficzny z {\displaystyle P,} to {\displaystyle P'} wraz z odpowiednio zdefiniowanymi rzutami {\displaystyle \pi _{1}'\colon P'\to A} i {\displaystyle \pi _{2}'\colon P'\to B} jest też produktem pary {\displaystyle A,B.} Z tego powodu jedyne, czego od takiej definicji można oczekiwać, to jednoznaczność z dokładnością do izomorfizmu. Otóż standardowe rozumowanie pokazuje, że jeżeli produkt {\displaystyle (P,\pi _{1},\pi _{2})} pary {\displaystyle A,B} istnieje, to każdy inny product tej pary jest z nim izomorficzny.
Definicja produktu rodziny obiektów {\displaystyle \{A_{t}\}_{t\in T}} (indeksowanej elementami dowolnego zbioru {\displaystyle T}) w kategorii {\displaystyle {\mathfrak {K}}} jest analogiczna do przypadku dwóch obiektów. Obejmuje to też przypadek, gdy {\displaystyle T} jest zbiorem pustym; okazuje się, że produktem jest wtedy obiekt końcowy kategorii.
Typowe przykłady produktów:
- W kategorii Set produktem zbiorów {\displaystyle A} i {\displaystyle B} jest iloczyn kartezjański {\displaystyle A\times B} wraz z rzutami {\displaystyle \pi _{1}(a,b)=a} i {\displaystyle \pi _{2}(a,b)=b.} Produktem {\displaystyle \prod _{t\in T}}{\displaystyle A_{t}} dowolnej rodziny zbiorów {\displaystyle \{A_{t}\}_{t\in T}} jest uogólniony iloczyn kartezjański[14].
- W kategoriach Grp i Ab produktem grup {\displaystyle G} i {\displaystyle H} jest ich iloczyn kartezjański z działaniem określone wzorem {\displaystyle (g_{1},g_{2})(h_{1},h_{2})=(g_{1}h_{1},g_{2}h_{2})} dla {\displaystyle g_{1},g_{2}\in G,} {\displaystyle h_{1},h_{2}\in H.} Analogicznie konstruuje się produkty nieskończonych rodzin grup, a także algebr ogólnych tego samego typu[15].
- W kategorii Top przestrzeni topologicznych i przekształceń ciągłych i w jej podkategorii pełnej Comp przestrzeni zwartych (Hausdorffa) produkt jest iloczynem kartezjańskim przestrzeni z topologią produktową, zwanej topologią Tichonowa[16].
- W kategorii Ban1 przestrzeni Banacha i operatorów liniowych {\displaystyle T} o normie {\displaystyle \|T\|\leqslant 1} produktem rodziny {\displaystyle \{E_{t}\}_{t\in T}} jest ich {\displaystyle \ell ^{\infty }}-produkt, tzn. przestrzeń {\displaystyle E} złożona z tych elementów {\displaystyle x=\{x_{t}\}_{t\in T},} {\displaystyle x_{t}\in E_{t},} które spełniają warunek {\displaystyle \|x\|=\sup \|x_{t}\|<\infty .} Wówczas (domknięta) kula jednostkowa w {\displaystyle E} jest iloczynem kartezjańskim kul jednostkowych przestrzeni {\displaystyle E_{t}}[17].
- W kategorii {\displaystyle X_{\preccurlyeq }} utworzonej ze zbioru częściowo uporządkowanego produktem elementów {\displaystyle x,y} jest ich infimum {\displaystyle z=\inf\{x,y\},} z rzutami wyznaczonymi przez {\displaystyle z\preccurlyeq x,} {\displaystyle z\preccurlyeq y.}

Pojęciem dualnym do produktu jest koprodukt, zwany również sumą
lub sumą prostą. Koproduktem obiektów {\displaystyle X_{1},X_{2}} w {\displaystyle {\mathfrak {K}}} nazywamy
obiekt {\displaystyle S=X_{1}\sqcup X_{2}} wraz z parą morfizmów {\displaystyle i_{1}\colon X_{1}\to S} i {\displaystyle i_{2}\colon X_{2}\to S} spełniających następujący warunek: dla dowolnego obiektu {\displaystyle Y} i dowolnej pary morfizmów {\displaystyle f_{1}\colon X_{1}\to Y,} {\displaystyle f_{2}\colon X_{2}\to Y} istnieje jeden i tylko jeden morfizm {\displaystyle f\colon S\to Y} taki, że odpowiedni diagram jest przemienny. Morfizmy {\displaystyle i_{1},i_{2}} nazywane są włożeniami (lub włożeniami kanonicznymi). Obiekt {\displaystyle S} bywa też oznaczany symbolem {\displaystyle A+B.}
W przeciwieństwie do produktów, które w typowych kategoriach przekształceń są na ogół powiązane z iloczynem kartezjańskim, koprodukty w tych samych kategoriach są bardzo różnorodne.
- W kategorii Set koproduktem rodziny zbiorów rozłącznych {\displaystyle \{A_{t}\}_{t\in T}} jest ich suma mnogościowa {\displaystyle \bigcup \limits _{t\in T}}{\displaystyle A_{t}.} Jeśli nie są rozłączne, to się je sztucznie rozłącza np. przez indeksowanie, tworząc sumę rozłączną {\displaystyle \bigcup \limits _{t\in T}}{\displaystyle (A_{t}\times \{t\}),} tzn. zbiór wszystkich par postaci {\displaystyle (a,t),} gdzie {\displaystyle a\in A_{t},} {\displaystyle t\in T,} wraz z iniekcjami {\displaystyle i_{t}\colon a\mapsto (a,t)} dla {\displaystyle a\in A_{t}.}
- W kategorii Top koproduktem jest też suma rozłączna, z topologią określoną tak, że każdy składnik {\displaystyle A_{t}} (bądź {\displaystyle A_{t}\times \{t\}}) jest zbiorem domknięto-otwartym[19].
- W Comp w przypadku rodziny nieskończonej koprodukt jest uzwarceniem Čecha-Stone’a sumy rozłącznej[20].
- W kategoriach Grp koproduktem grup jest ich produkt wolny (czyli suma prosta), również w przypadku nieskończonej rodziny obiektów[18].
- W kategorii Top{\displaystyle {}_{\diamond }} przestrzeni topologicznych {\displaystyle X} z wyróżnionymi punktami bazowymi {\displaystyle x^{\diamond }\in X} i przekształceń ciągłych zachowujących punkty bazowe oraz w jej podkategorii pełnej Comp{\displaystyle {}_{\diamond }} przestrzeni zwartych koproduktem obiektów {\displaystyle (A,a^{\diamond })} i {\displaystyle (B,b^{\diamond })} jest przestrzeń {\displaystyle A\vee B} złożona z wszystkich par postaci {\displaystyle (a^{\diamond },b)} i wszystkich par {\displaystyle (a,b^{\diamond }),} z punktem bazowym {\displaystyle (a^{\diamond },b^{\diamond }).}
- W kategorii Ab koproduktami są sumy proste grup[21].
- W kategorii Ban1 przestrzeni Banacha i operatorów liniowych T o normie {\displaystyle \|T\|\leqslant 1} koproduktem rodziny {\displaystyle \{E_{t}\}_{t\in T}} jest ich {\displaystyle \ell ^{1}}-suma, tzn. przestrzeń E złożona z tych elementów {\displaystyle x=\{x_{t}\}_{t\in T},} {\displaystyle x_{t}\in E_{t},} które spełniają warunek {\displaystyle \|x\|_{1}=}{\displaystyle \sum _{t\in T}}{\displaystyle \|x_{t}\|<\infty .}
- W kategorii {\displaystyle X_{\preccurlyeq }} utworzonej ze zbioru częściowo uporządkowanego koproduktem elementów {\displaystyle x,y} jest ich supremum {\displaystyle \sup\{x,y\}.}

### Grupy wolne
Grupą wolną {\displaystyle F_{S}} generowaną przez jej podzbiór {\displaystyle X\subseteq F_{S}} nazywamy grupę o tej własności, że każda funkcja z {\displaystyle X} w zbiór elementów dowolnej grupy {\displaystyle G} ma jednoznaczne przedłużenie do homomorfizmu grup {\displaystyle f\colon F_{S}\to G.} Podzbiór {\displaystyle X} nazywa się zbiorem wolnych generatorów. Grupą wolną o jednym generatorze jest grupa {\displaystyle \mathbb {Z} } liczb całkowitych (generatorem może być liczba 1 lub liczba –1). Dla dowolnego zbioru {\displaystyle X} konstruuje się grupę zawierającą ten zbiór {\displaystyle X} jako zbiór wolnych generatorów – produkt wolny odpowiedniej liczby kopii grupy {\displaystyle \mathbb {Z} }. Jest to definicja wyrażona w języku teorii mnogości.
Zamienimy ją teraz na równoważną definicję wyrażoną w języku diagramów. Zamiast mówić o podzbiorze {\displaystyle X} grupy {\displaystyle F_{S},} będziemy mówić o iniekcji {\displaystyle i\colon S\to F_{S}} (jej obraz {\displaystyle X=i(S)\subset F_{S}} pełni tę rolę, co zbiór {\displaystyle X} uprzednio). Grupa wolna generowana przez zbiór {\displaystyle S} jest to grupa {\displaystyle F_{S}} wraz z iniekcją {\displaystyle i} taka, że dla dowolnej grupy {\displaystyle G} i dowolnej funkcji {\displaystyle f\colon S\to G} istnieje jeden i tylko jeden homomorfizm {\displaystyle \varphi \colon F_{S}\to G} (w Grp) taki, że powstały diagram jest przemienny, tzn. {\displaystyle \varphi i=f.} Dowodzi się bardzo prosto, że jeżeli dla danego {\displaystyle S} istnieje grupa wolna {\displaystyle F_{S}} generowana przez {\displaystyle S,} to jest wyznaczona jednoznacznie z dokładnością do komutującego izomorfizmu, tzn. jeśli {\displaystyle F_{S}'} i iniekcja {\displaystyle i'\colon S\to F_{S}'} też ma taką własność, to istnieje (jednoznaczny) izomorfizm grup {\displaystyle \psi \colon F_{S}\to F_{S}'} taki, że odpowiadający diagram jest przemienny, tzn. {\displaystyle \psi i=i'.} W podobny sposób dowodzi się, że grupa wolna jest wyznaczona (z dokładnością do izomorfizmu) przez liczbę kardynalną zbioru {\displaystyle S.}

### Reflektory
Niech {\displaystyle {\mathfrak {K}}} oznacza dowolną kategorię, {\displaystyle {\mathfrak {B}}} jej podkategorię i niech {\displaystyle A} będzie obiektem w {\displaystyle {\mathfrak {K}}.} Przez reflekt obiektu {\displaystyle A} względem {\displaystyle {\mathfrak {B}}} rozumiemy dowolny morfizm {\displaystyle \tau \colon A\to B} kategorii {\displaystyle {\mathfrak {K}}} taki, że {\displaystyle B} jest obiektem podkategorii {\displaystyle {\mathfrak {B}}} i dla każdego obiektu {\displaystyle X\in {\text{Ob}}{\mathfrak {B}}} i każdego morfizmu {\displaystyle \xi \colon A\to X} kategorii {\displaystyle {\mathfrak {K}}} istnieje dokładnie jedna faktoryzacja w {\displaystyle {\mathfrak {B}},} tzn. dokładnie jeden morfizm {\displaystyle \theta \colon B\to X} kategorii {\displaystyle {\mathfrak {B}}} taki, że diagram jest przemienny: {\displaystyle \theta \tau =\xi .} Pokazuje się łatwo, że jeżeli taki reflekt istnieje, to jest wyznaczony jednoznacznie z dokładnością do {\displaystyle {\mathfrak {B}}}-izomorfizmu.
Jeżeli każdemu obiektowi {\displaystyle A\in {\text{Ob}}{\mathfrak {K}}} przyporządkujemy reflekt {\displaystyle \tau \colon A\to \Phi (A),} gdzie {\displaystyle \Phi (A)\in {\text{Ob}}{\mathfrak {B}},} to dla każdego morfizmu {\displaystyle \alpha \colon A_{1}\to A_{2}} kategorii {\displaystyle {\mathfrak {K}}} istnieje dokładnie jeden morfizm {\displaystyle \Phi (\alpha )\colon \Phi (A_{1})\to \Phi (A_{2}).} Otrzymujemy w ten sposób funktor kowariantny {\displaystyle \Phi \colon {\mathfrak {K}}\to {\mathfrak {B}}.} Funktor tak skonstruowany nazywamy reflektorem.
Przykłady reflektorów:
- Niech Metrzup oznacza podkategorię pełną kategorii Metr otrzymaną przez ograniczenie się do przestrzeni metrycznych zupełnych. Przyporządkowując każdej przestrzeni metrycznej {\displaystyle A} jej uzupełnienie {\displaystyle \Phi (A)} utworzone metodą Cantora, otrzymujemy reflektor z Metr do Metrzup. Każdy morfizm w Metr (tzn. przekształcenie spełniające warunek Lipschitza) {\displaystyle \alpha \colon A_{1}\to A_{2}} ma jednoznaczne przedłużenie {\displaystyle \Phi (\alpha )\colon \Phi (A_{1})\to \Phi (A_{2})} do uzupełnień przestrzeni.
- Niech {\displaystyle G} będzie dowolną grupą. Niech {\displaystyle N} oznacza jej komutant, tj. podgrupę normalną generowaną przez zbiór wszystkich komutatorów {\displaystyle aba^{-1}b^{-1}.} Wówczas homomorfizm kanoniczny {\displaystyle \kappa \colon G\to G/N} wyznacza reflektor z Gr do Ab. Jest to abelianizacja grupy[24].
- Niech Rin oznacza kategorię pierścieni i ich homomorfizmów i niech Rinc oznacza jej podkategorię pełną pierścieni przemiennych. Niech {\displaystyle I} oznacza ideał dwustronny pierścienia {\displaystyle R} generowany przez komutatory {\displaystyle ab-ba.} Wówczas pierścień ilorazowy {\displaystyle R/I} jest przemienny i homomorfizm kanoniczny {\displaystyle \tau \colon R\to R/I} wyznacza reflektor z Rin do Rinc[25].
- Funktor Čecha-Stone’a {\displaystyle \beta {:}} {\displaystyle \mathbf {Top} \to \mathbf {Comp} } przyporządkowuje dowolnej przestrzeni topologicznej {\displaystyle A} jej kompaktyfikację {\displaystyle \beta A.} Istnieje przekształcenie ciągłe {\displaystyle \delta \colon A\to \beta A} mające tę własność, że dla każdej przestrzeni zwartej {\displaystyle X} i każdego przekształcenia ciągłego {\displaystyle \xi \colon A\to X} istnieje dokładnie jedno przekształcenie ciągłe {\displaystyle \theta \colon \beta A\to X} takie, że {\displaystyle \theta \delta =\xi .} Funktor {\displaystyle \beta } jest więc reflektorem. Jeśli {\displaystyle X} nie jest przestrzenią Tichonowa, to przekształcenie ciągłe {\displaystyle \delta \colon X\to \beta (X)} nie jest zanurzeniem homeomorficznym, w szczególności skleja ono punkty, które nie oddzielone żadną funkcją rzeczywistą ciągłą[26][27].